# 泰聖寺
泰聖寺（たいしょうじ）は、大阪市天王寺区下寺町にある西山浄土宗（浄土宗西山派）の仏教寺院。山号は銀龍山。
総本山粟生光明寺門末で、京都府長岡京市浄土谷にある楊谷寺の大阪別院。
御縁日は毎月21日で観音祈願法要、永代供養納骨合祀墓総回向、ペット動物合同供養が実施されている。

## 歴史
- 宝暦五年（1755年） ： 八代将軍徳川吉宗の実弟である紹空哲山惠隆上人が創建。
- 江戸時代後期 ： 山城（京都府長岡京市）柳谷観音大阪霊場となる。
- 明治二十八年（1895年） ： 山城柳谷観世音菩薩の碑建立。
- 明治三十九年（1906年） ： 坂田三吉ゆかりの百度石建立。
- 大正時代 ： 眼力稲荷大明神安置。
- 昭和二十年（1945年）三月十四日 ： 太平洋戦争の戦災にて堂宇消失。
- 戦後 ： 柳谷観音楊谷寺より十一面千手千眼観世音菩薩を本尊に迎え、柳谷観音大阪別院として再出発。
- 平成二十一年（2009年） ： 永代供養合祀墓 観音納骨堂建立。
- 平成二十三年（2011年） ： 水子地蔵尊供養堂建立。
- 平成二十四年（2012年） ： 動物供養塔建立。
- 平成二十五年（2013年） ： 災難厄除不動明王建立。
- 平成二十五年（2013年） ： 庫裏落慶。
- 平成二十七年（2015年） ： 家族葬法要会館、室内供養堂落慶。

## 境内
山城柳谷観世音菩薩の碑山門前。
山門
本堂山門から入り左へ10m。2階が本堂（本尊安置）。
本尊十一面千手千眼観世音菩薩。
脇侍勝敵毘沙門天王（左）と将軍地蔵大菩薩（右）。
眼力稲荷大明神山門から入り右方向スグのところに安置。
災難厄除不動明王聖苑墓地横に安置。
百度石本堂前に安置。
駐車場山門より右手と聖苑墓地裏に計10台程度。
家族葬法要会館本堂1階。
庫裏本堂に隣接。駐車場横。
金龍大神水井戸山門から入って右側にある天王寺七名水のひとつ「金龍水」の井戸。
聖苑墓地山門から入り左側の奥にある（300聖地）。
水子地蔵尊聖苑墓地内に安置。
観音納骨堂山門から入り左手に。本堂の正面に安置。
動物供養塔山門から入り右方向に安置。
動物火葬場動物供養塔前。

## エピソード
創建
宝暦五年（1755）、紹空哲山惠隆上人（八代将軍徳川吉宗実弟）により創建。
「増脩改正摂州大阪地図」（1806）に『泰聖寺』の記載あり。
金龍大神水
天王寺七名水のひとつ。江戸時代の摂津名所図会大成にて、金龍清水「・・・泰聖寺の内にあり　清泉にして甘味なり。尤猥に汲むことを許さず四方の好土等寺僧に因みを結ひてこれを求む七名泉の～なるべし金龍大神水と稱す」と記載あり。
聖苑墓地
義太夫年表近世篇別巻によれば、過去帳に（豊竹）百合太夫埋葬との記載あり。

## 年内行事
毎月21日：
- 御縁日法要
- 御本尊御開帳
- 月例祈願法要

春・秋季：
- 動物供養大祭

## ギャラリー

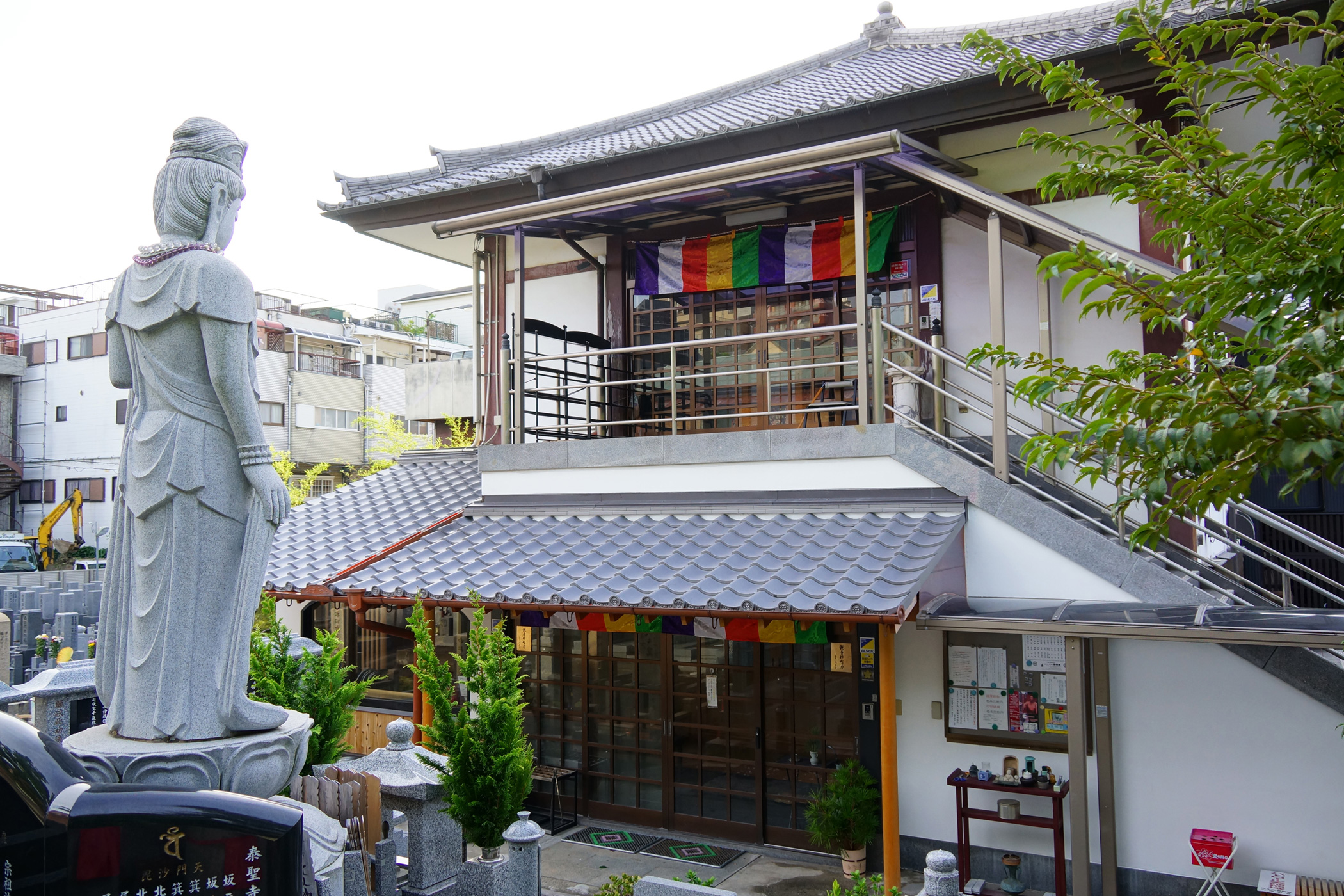
本堂
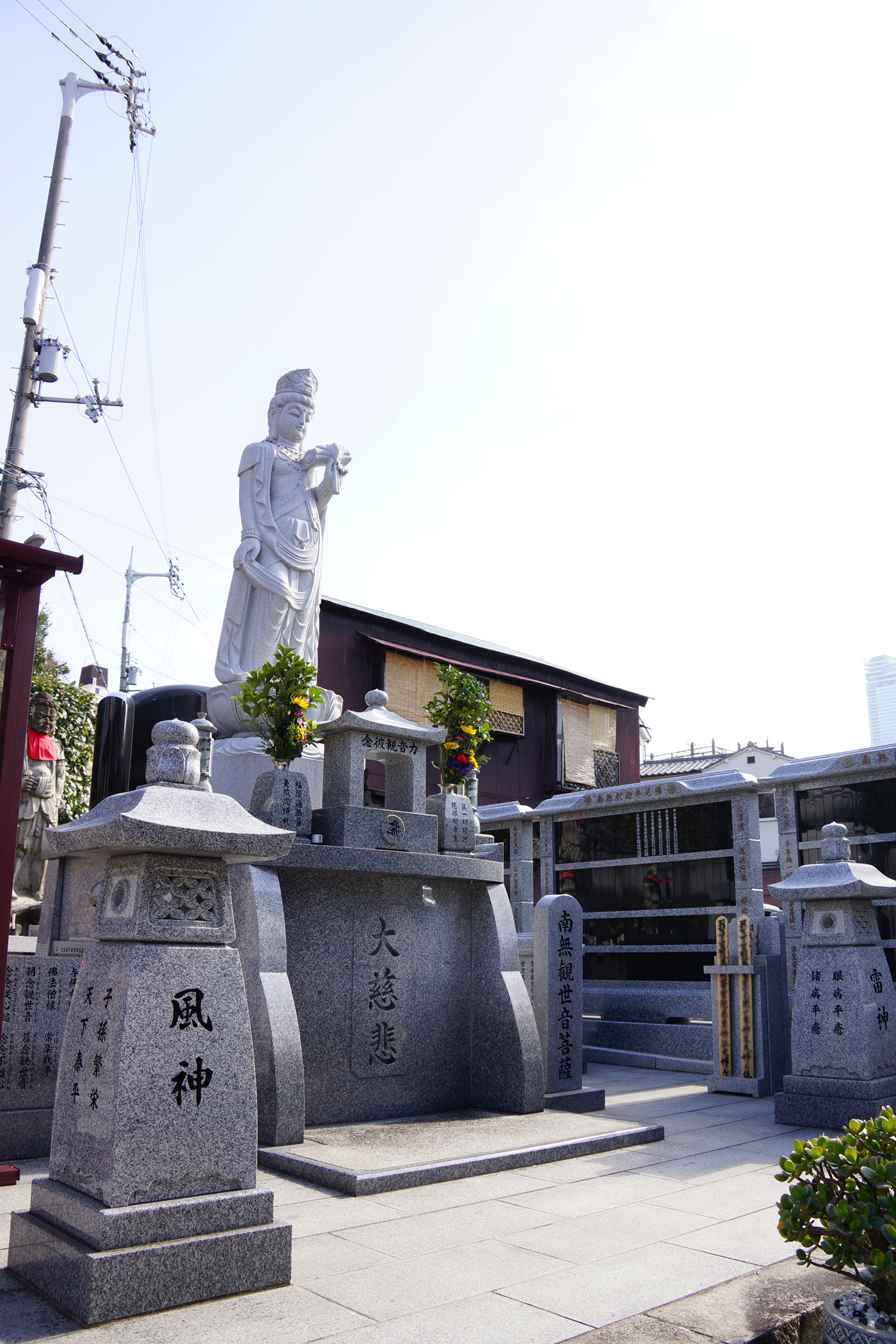
永代供養合祀墓 観音納骨堂
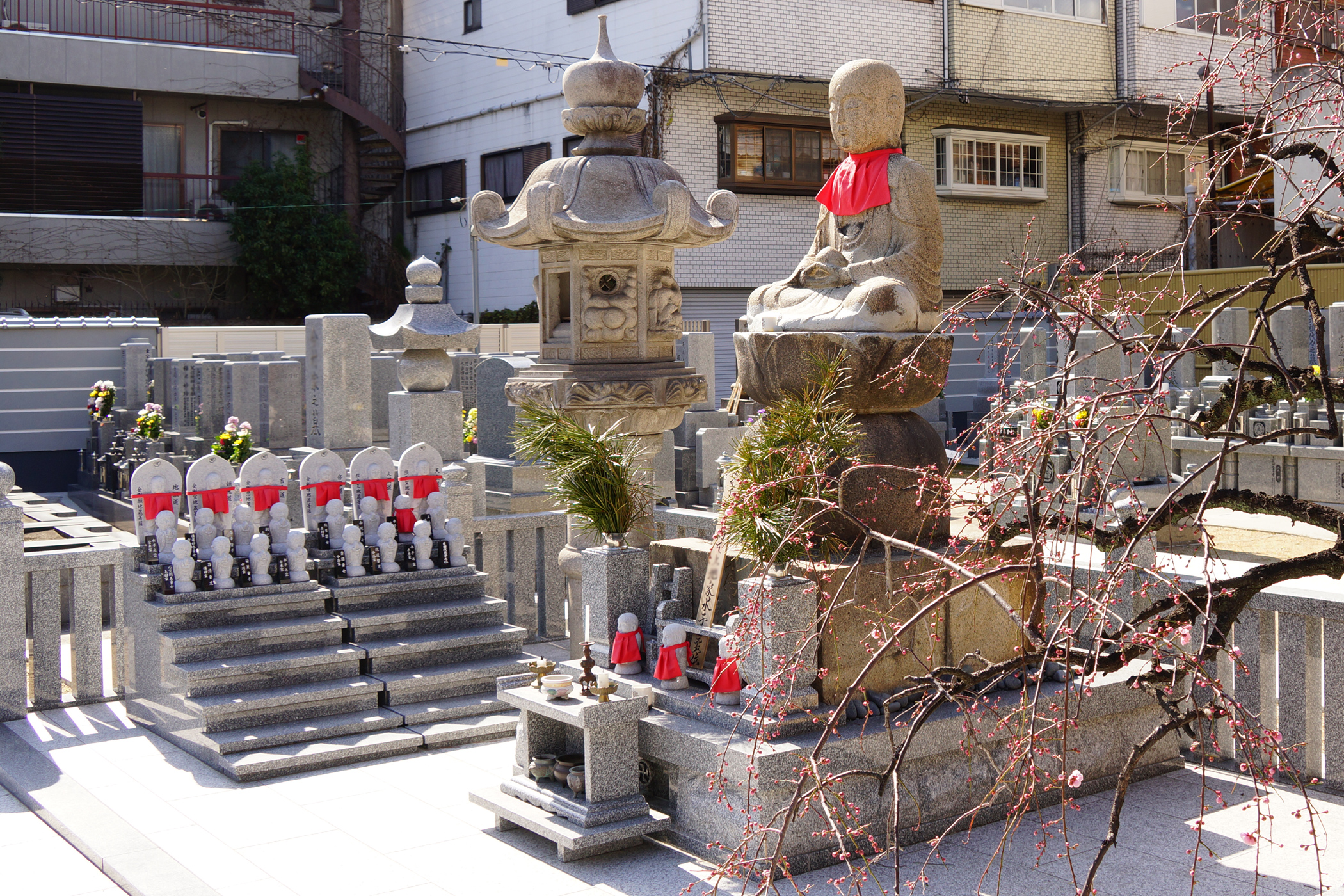
水子地蔵尊
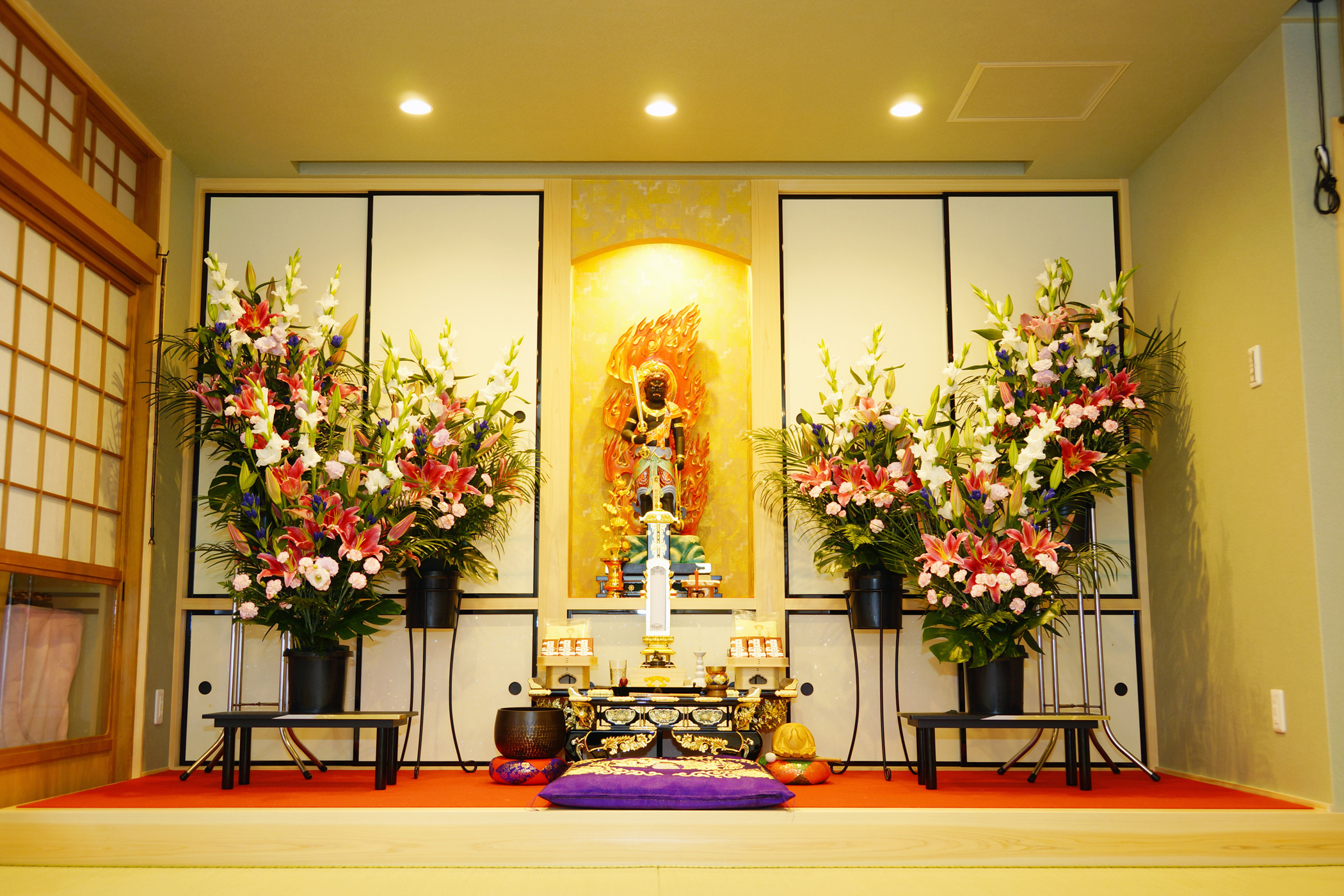
家族葬法要会館
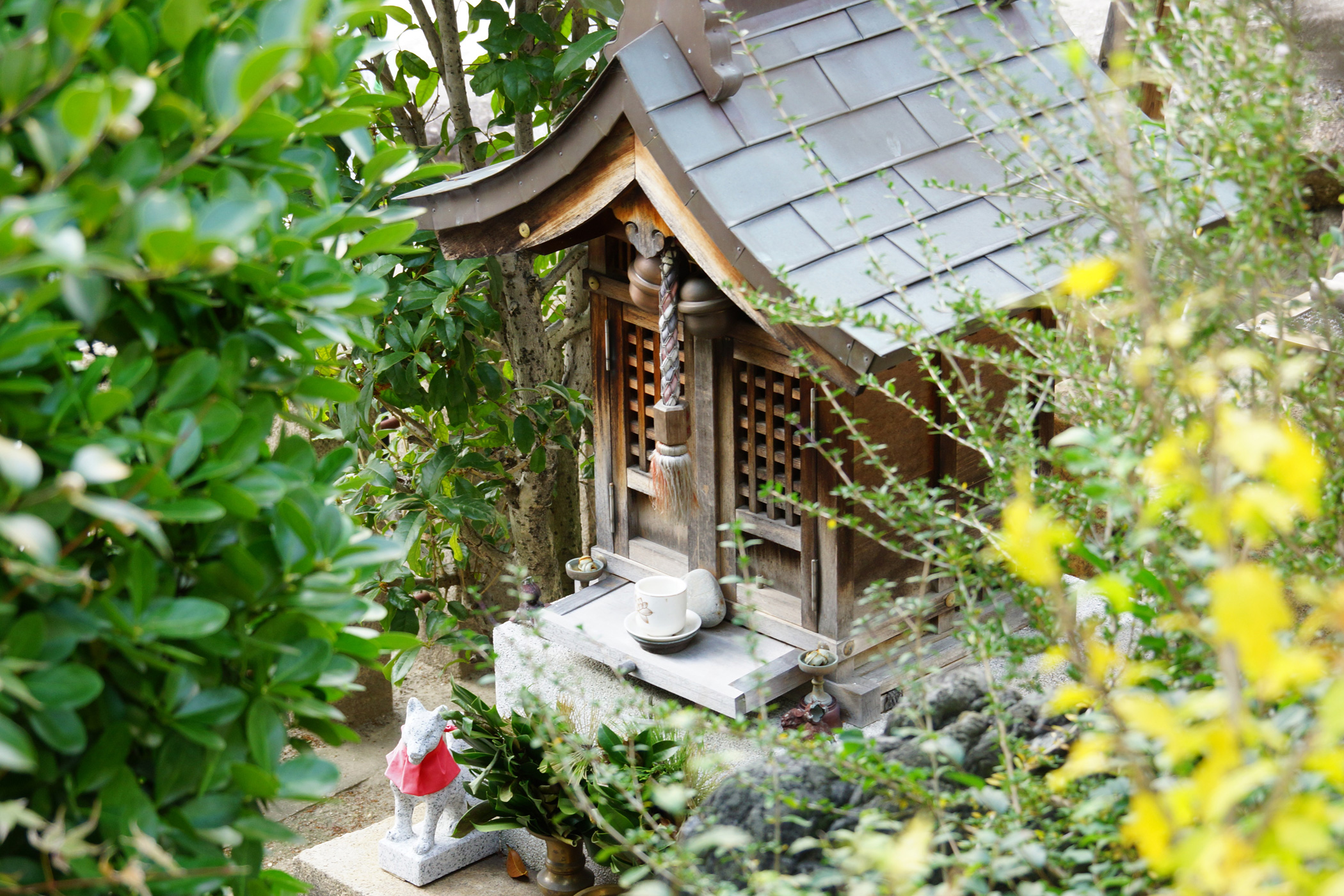
眼力稲荷大明神
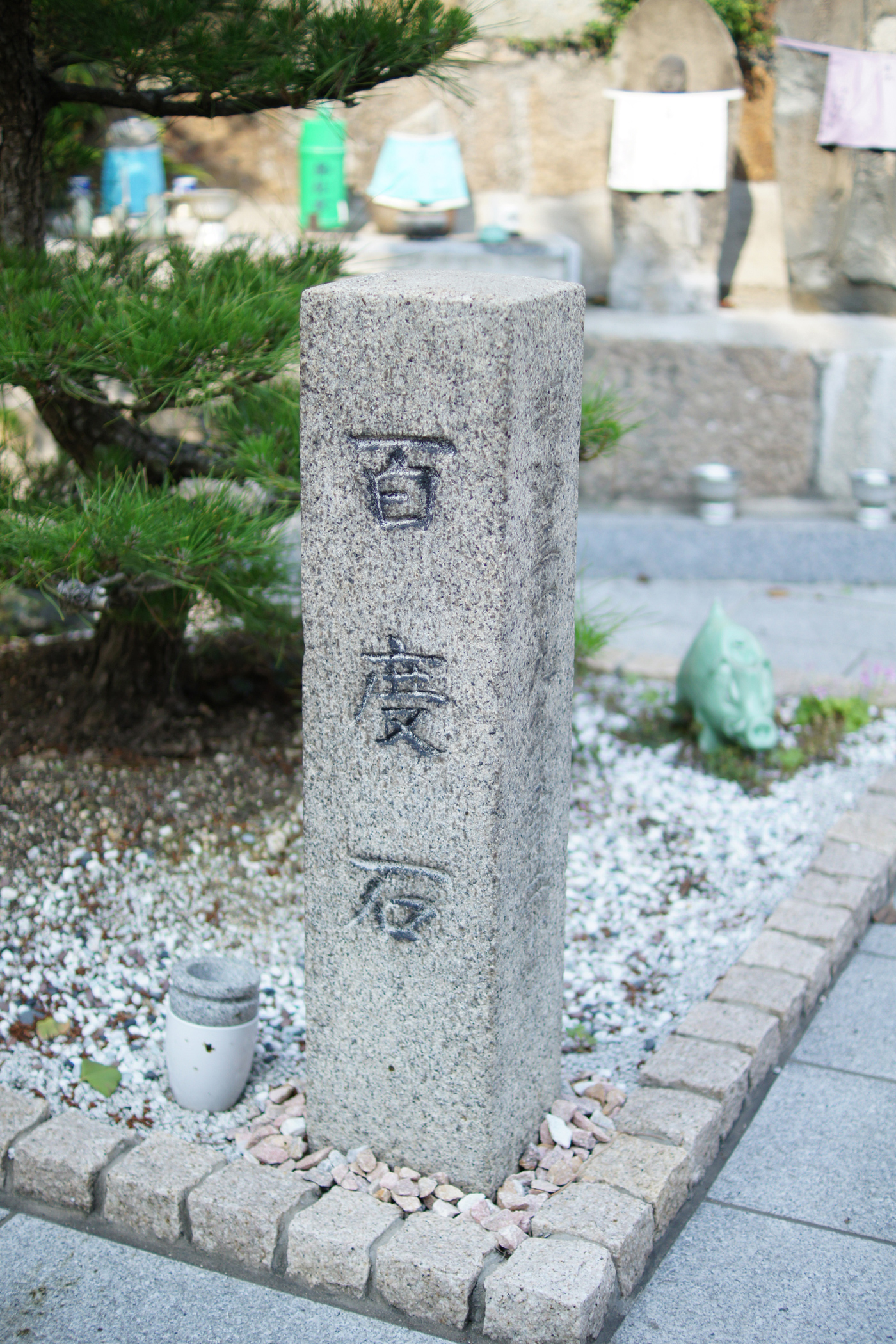
百度石
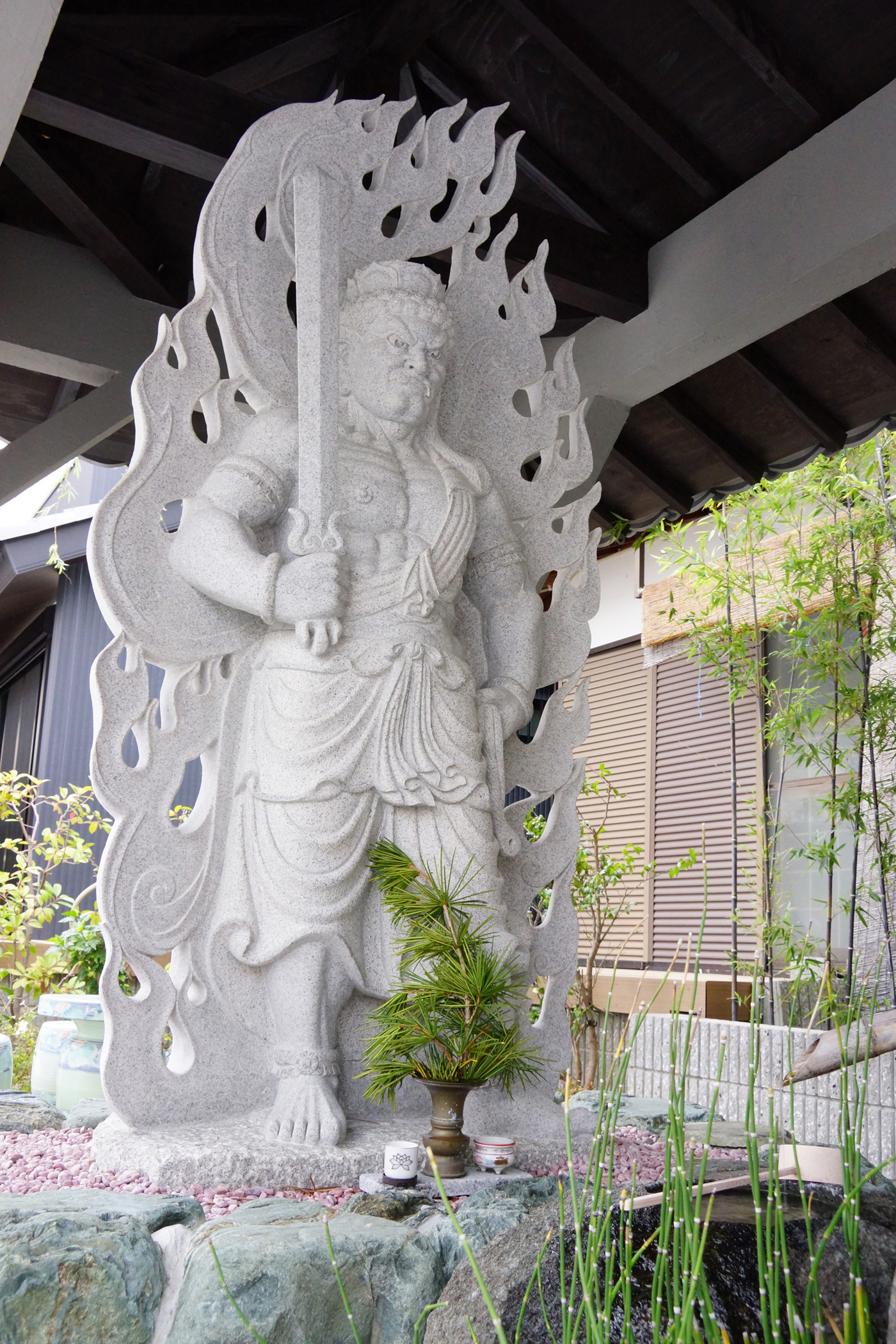
南無災難厄除不動明王
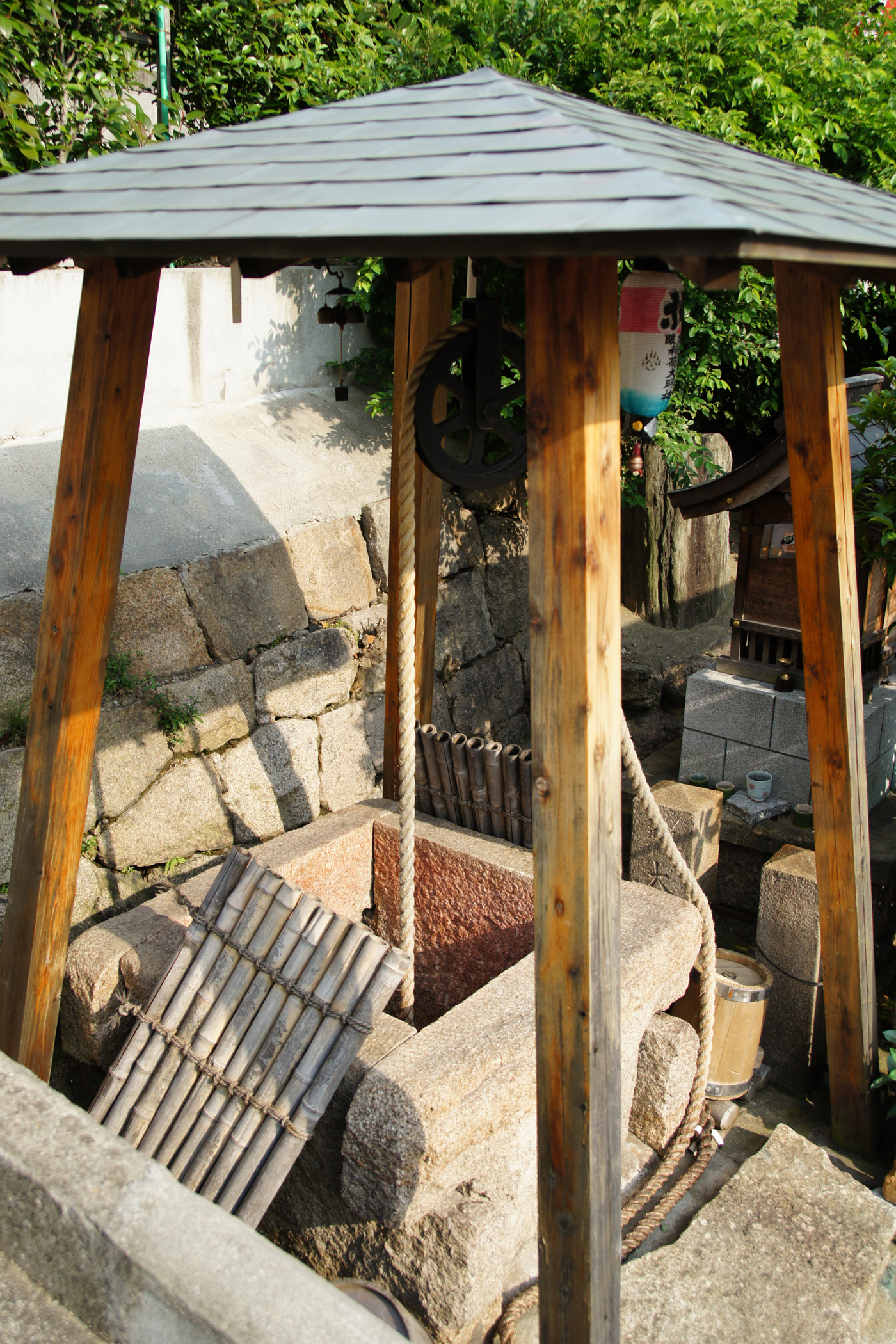
金龍大神水 井戸
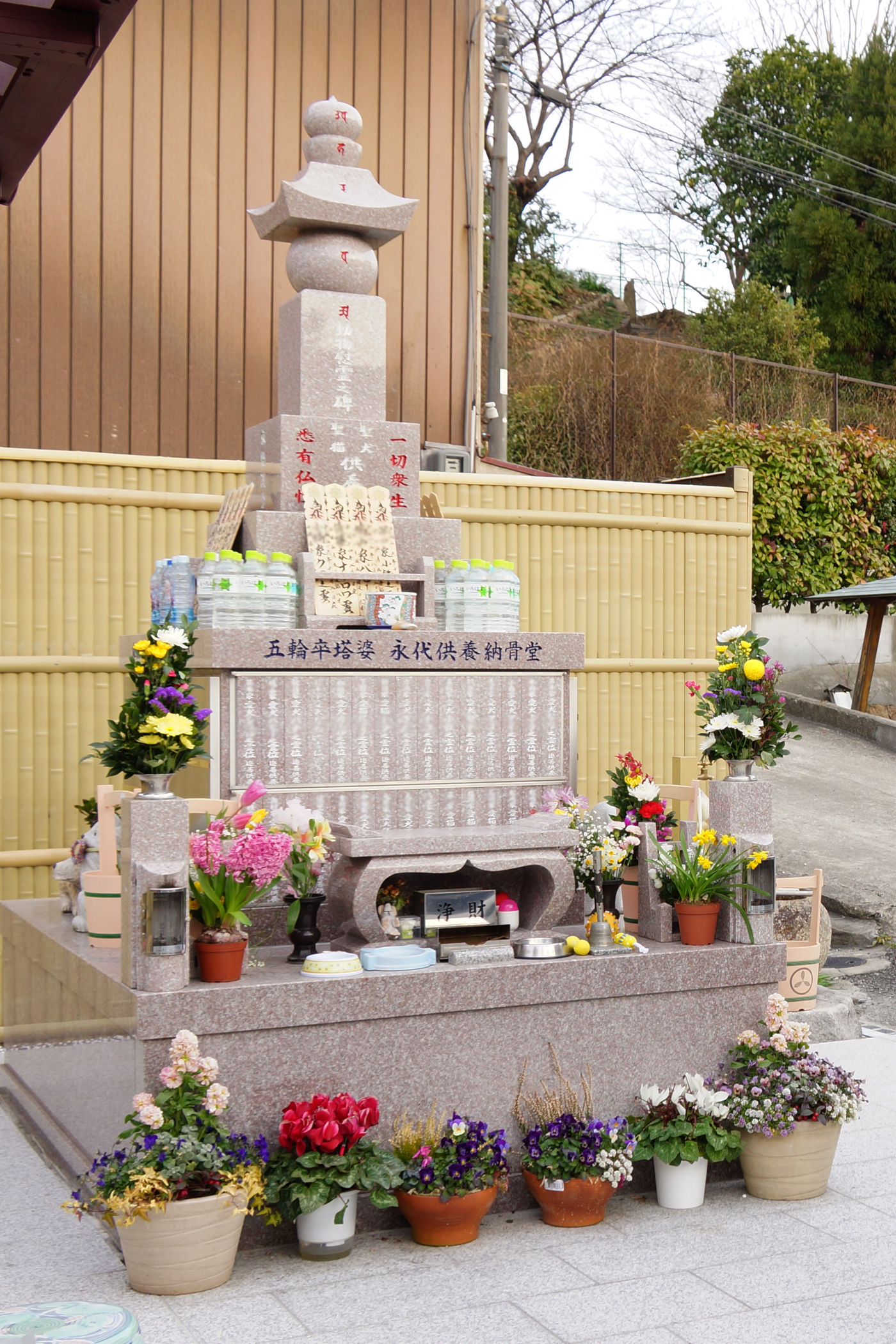
動物供養塔
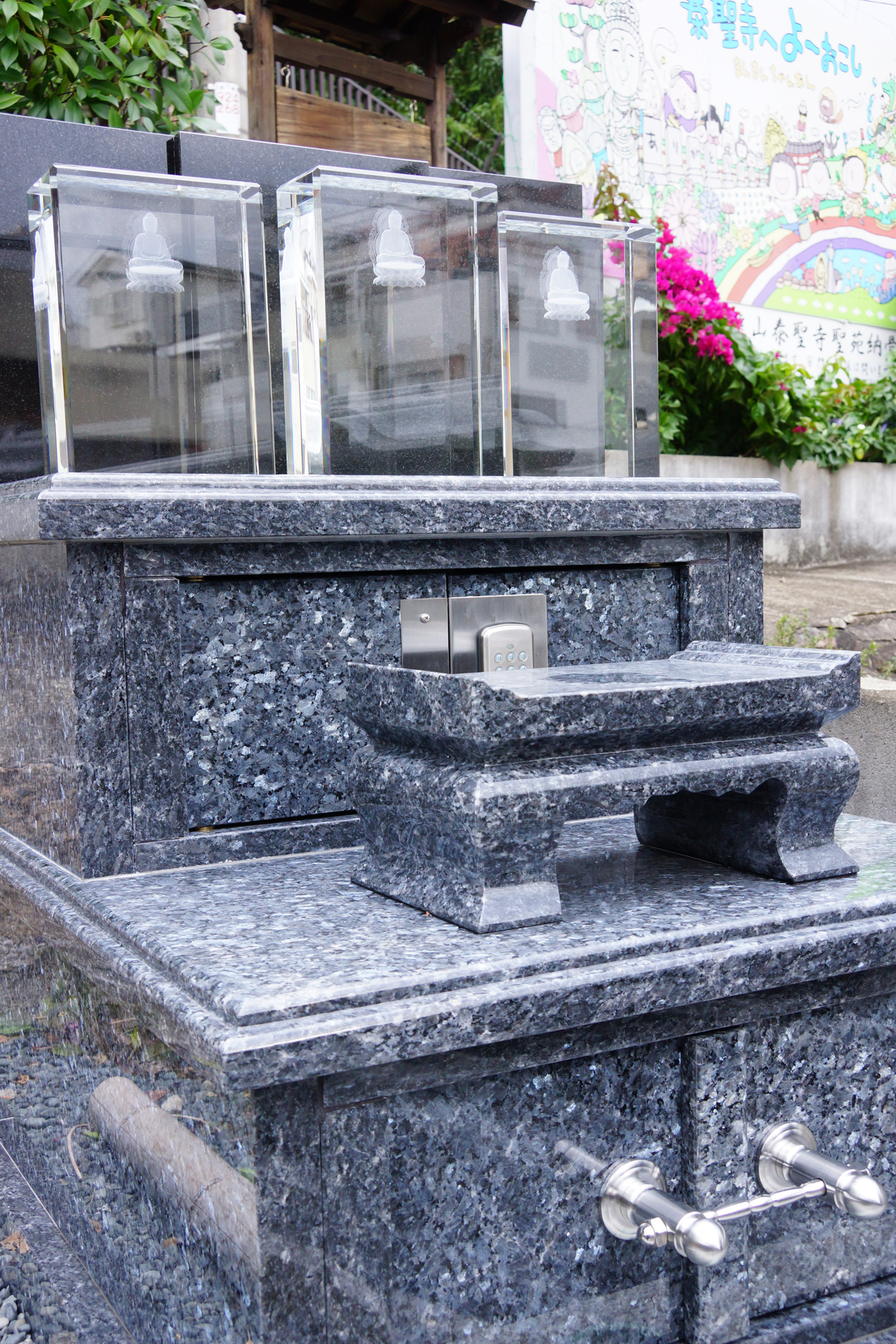
遺品供養塔
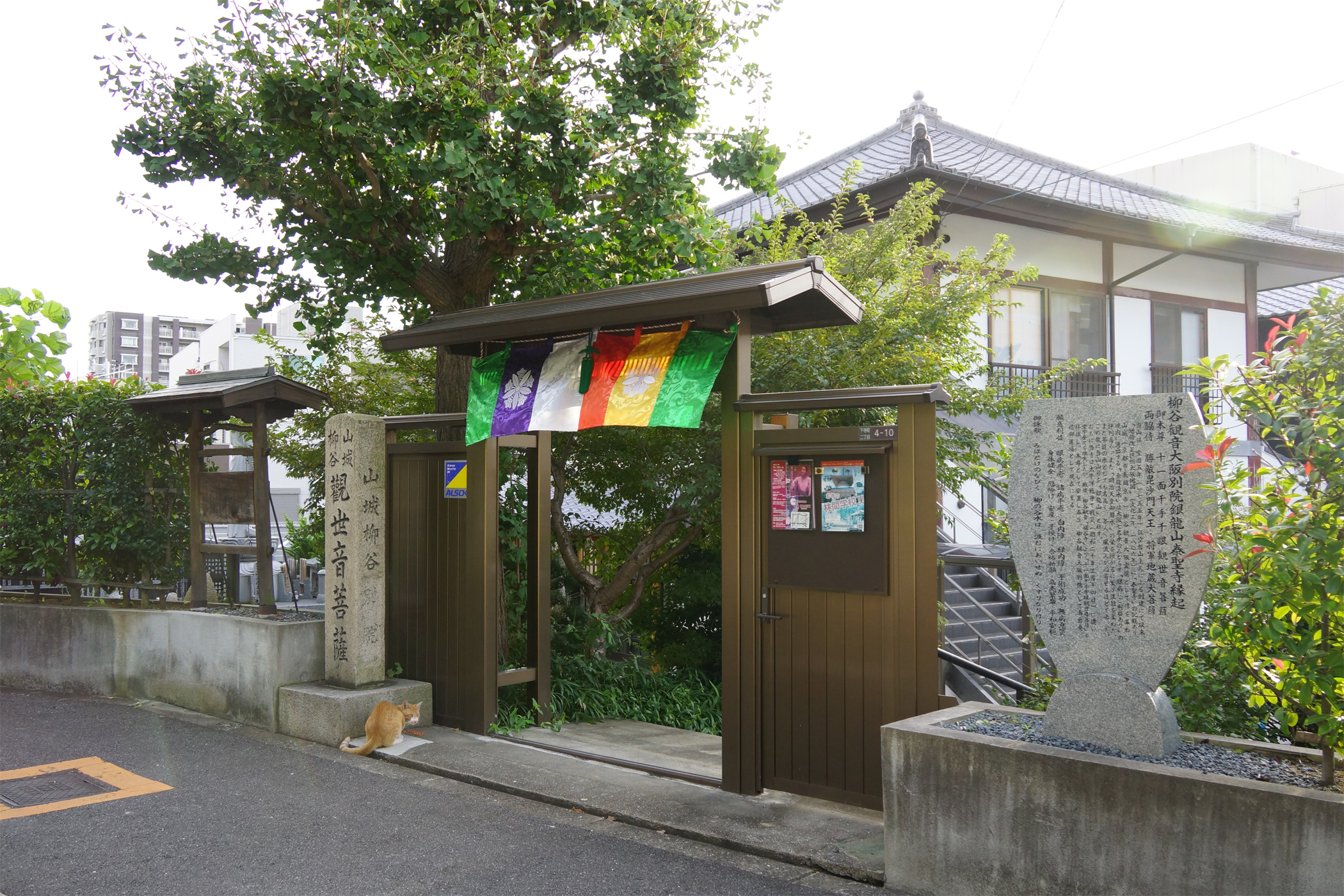
山門
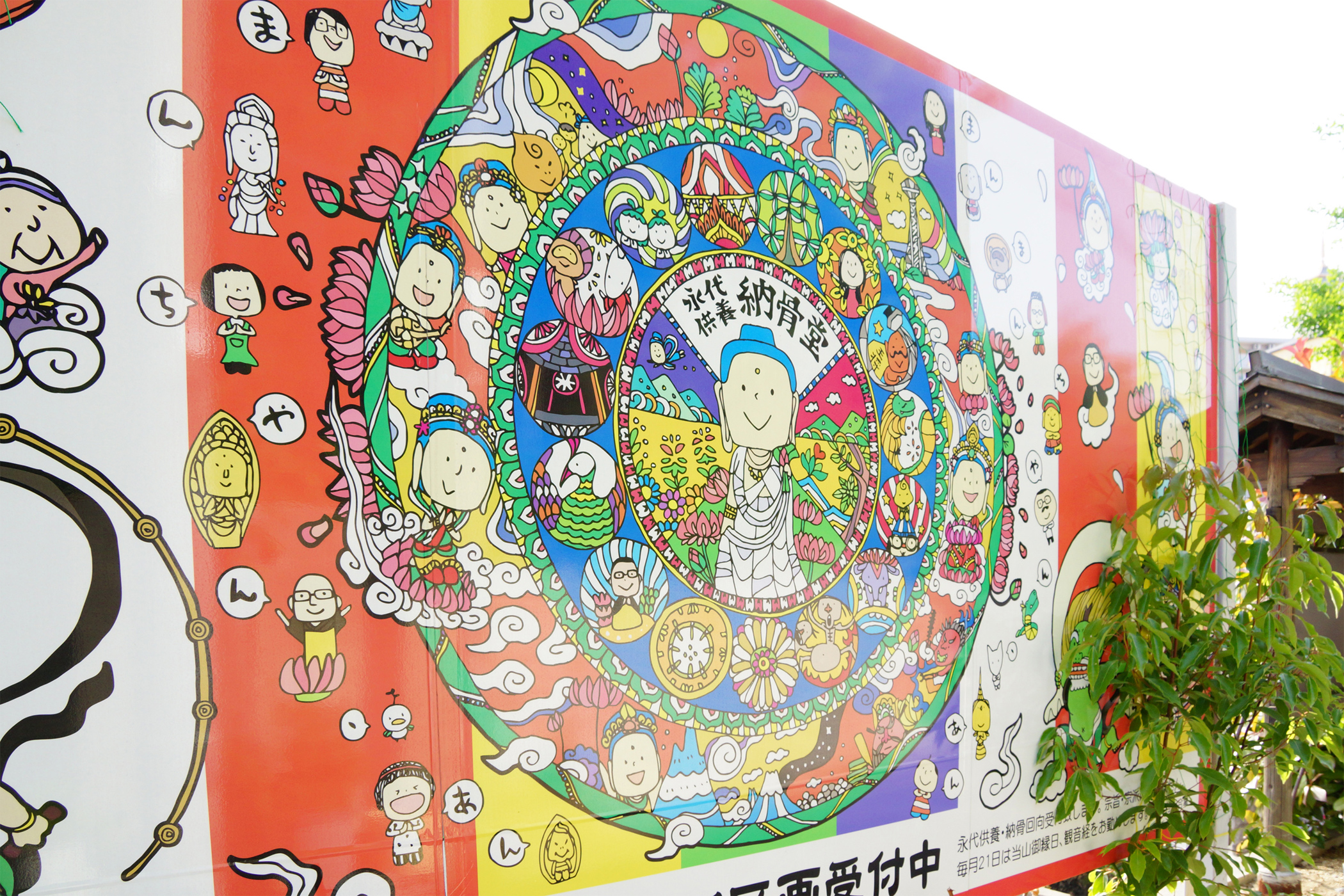
山門横の看板
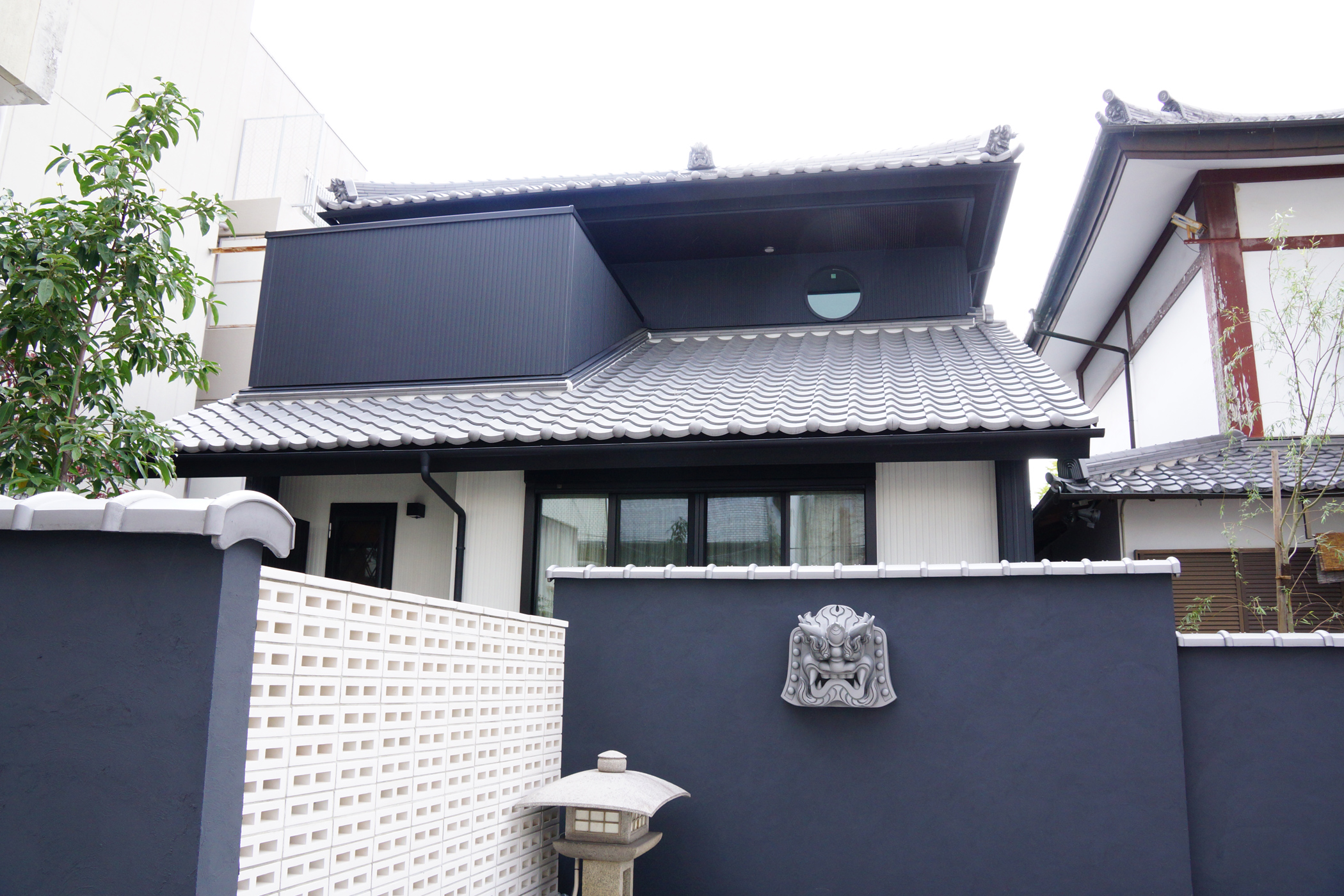
庫裡
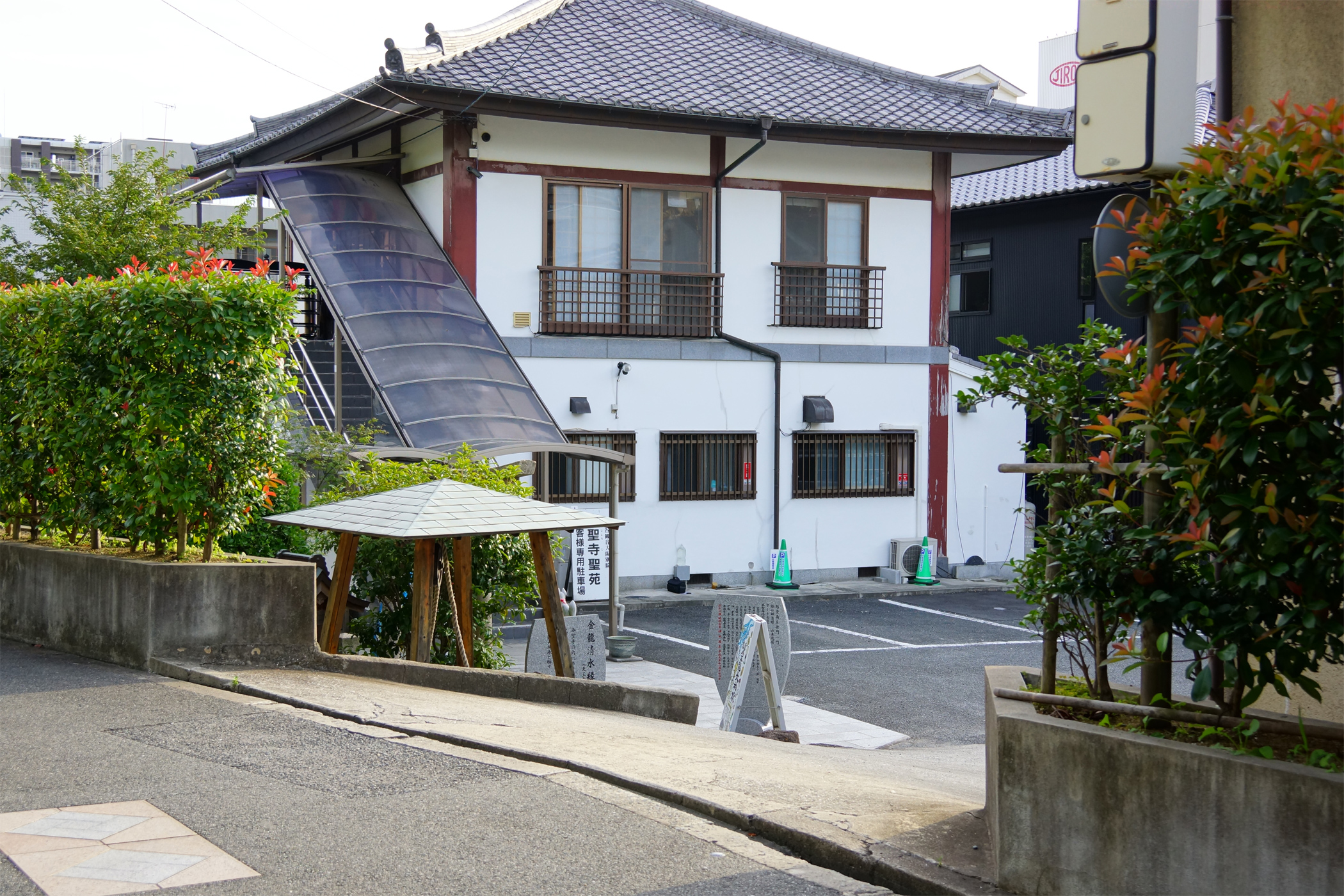
駐車場入口

## 周辺施設
- 愛染坂（天王寺七坂）
- 清水坂（天王寺七坂）
- 大阪市天王寺動物園
- 天王寺公園
- あべのハルカス
- なんばパークス
- 通天閣
- 大阪星光学院

## 所在地
大阪府大阪市天王寺区下寺町2丁目4-10

## アクセス
鉄道
- 地下鉄谷町線「四天王寺前夕陽ヶ丘駅」より徒歩約5分
- 地下鉄堺筋線「恵美須町駅」より徒歩約8分

道路
- 阪神高速道路「夕陽丘IC」より約2分
- 阪神高速道路「なんばIC」より約5分